# Рюриковичи. История первой династии
«Рюриковичи. История первой династии» — 8-серийный мини-сериал, докудрама, посвящённая правившей в Российском государстве династии Рюриковичей. Первые две серии были показаны в эфире Первого канала 4 ноября 2019 года.
Проект создавался компанией Star Media совместно с Первым каналом при поддержке Министерства культуры Российской Федерации и Военно-исторического общества.

## Описание
Сюжет включает в себя исторические события, начиная от призвания варягов и заканчивая началом Смуты. Каждая серия посвящена правлению одного или нескольких представителей рода Рюриковичей.
- 1 серия — Рюрик, Вещий Олег, Игорь, Ольга; (IX век, X век)
- 2 серия — Святослав (коротко), Владимир Креститель, Ярослав Мудрый; (X век, XI век)
- 3 серия — Владимир Мономах, Мстислав Великий (коротко)
- 4 серия — Юрий Долгорукий, Андрей Боголюбский, Всеволод Большое Гнездо (коротко)
- 5 серия — Александр Невский, Андрей Ярославич
- 6 серия — Иван Калита, Дмитрий Донской
- 7 серия — Василий II Тёмный (коротко), Иван III
- 8 серия — Иван Грозный, Фёдор Иоаннович (коротко)

## В ролях
- Любовь Германова — текст за кадром
- Денис Беспалый — текст за кадром, Владимир Мономах
- Владимир Антоник — текст за кадром
- Иван Петков — Рюрик
- Дмитрий Могучев — Олег
- Владимир Кузнецов — Игорь Старый
- Светлана Бакулина — Ольга
- Валентина Нейморовец — Ольга (взрослая)
- Александр Карпенко — Владимир Красное Солнышко
- Андрей Камин — Святослав
- Ярослав Гейвандов — император Византии Константин VII
- Алексей Фролов — Ярослав Мудрый
- Пётр Лойко — Святополк Окаянный
- Сергей Васильев — Мстислав Великий
- Вадим Мельников — Олег Гориславич
- Алина Никольская — Гита Уэссекская
- Евгений Капитонов — Всеволод Ярославич
- Алексей Белозерцев — Юрий Долгорукий
- Дмитрий Белозерцев — Юрий Долгорукий в детстве
- Юрий Васильев — Андрей Боголюбский
- Ярослав Образцов — Яким Кучкович
- Алексей Видов — Александр Невский
- Сергей Сулим — Ярослав Всеволодович
- Саид Дашук — хан Золотой Орды Батый
- Егор Антонов — Андрей Ярославич
- Гузаль Мамбетова — хатун Огул Гаймыш
- Артур Федынко — Дмитрий Донской
- Василий Гузов — Иван Калита
- Станислав Концевич — Сергий Радонежский
- Николай Прилуцкий — хан Золотой Орды Науруз
- Рамир Валеев — Дмитрий Донской в юности
- Даниил Эльдаров — Юрий Данилович
- Юрий Коновалов — митрополит Пётр Волынец
- Олег Ребров — Иван III
- Александр Баргман — Аристотель Фиораванти
- Валерия Ватаман — Софья Палеолог
- Максим Евтихиев — хан Золотой Орды Ахмат
- Виктор Бугаков — Иван Грозный
- Кирилл Батраков - боярин Иван Петрович Фёдоров-Челяднин
- Дмитрий Гудим — Андрей Курбский
- Сергей Егоров — протопоп Сильвестр
- Юрий Стебаков — митрополит Киевский и всея Руси Иларион Русин
- Юрий Ермаков — Свенельд
- Александр Койгеров — боярин Пётр Кучка
- Виталий Хаджиев — Изяслав Мстиславич